# Face of Beauty International 2017
La 6.ª edición  de Face of Beauty International, correspondiente al año 2017; tuvo lugar el 23 de septiembre en el The Vintage - Royal Pandals - CBD Ground Shahdara de la ciudad de Nueva Delhi, India. Candidatas de 41 países y territorios autónomos compitieron por el título. Al final del evento Alena Raeva – Face of Beauty International 2016 – de Rusia, coronó a Tanisa Panyapoo, de Tailandia, como su sucesora.

## Resultados
| Posiciones                        | Candidata |
| --------------------------------- | --- |
| Face of Beauty International 2017 | - Tailandia - Tanisa Panyapoo |
| Primera Finalista                 | - Finlandia - Iris Ojalammi |
| Segunda Finalista                 | - Lesoto - Michelle Elizabeth Tyityimana |
| Tercera Finalista                 | - Dinamarca - Gloria Gardner |
| Cuarta Finalista                  | - Malasia - Ollemadthee Kunasagaran |
| Top 20                            | - Corea del Sur - Jang Shin-ae - Ecuador - Daniela Carolina Castro - España - Snezhina-Mariya Zhivkova - Estados Unidos - Elizabeth Tran - Estonia - Jevgenia Sorokina - Filipinas - Samantha Iris Libo-on - India - Gurvinder Nagra - Irlanda - Chloe Silcock - México - Josseline Valdez Ortega - Puerto Rico - Alondra Cristina Agront - Rusia - Guzel Shaikhutdinova - Siberia - Kristina Yuryevna Vukkert - Sudáfrica - Elizabeth Moolman - Tonga - Milika Gorgina Faotusia - Ucrania - Oleksandra Antonova |

### Teen Face of Beauty International
| Posiciones                             | Candidata                             |
| -------------------------------------- | ------------------------------------- |
| Teen Face of Beauty International 2017 | - Sudáfrica - Elizabeth Moolman       |
| Primera Finalista                      | - Filipinas - Samantha Iris Libo-on   |
| Segunda Finalista                      | - Siberia - Kristina Yuryevna Vukkert |
| Tercera Finalista                      | - India - Gurvinder Nagra             |
| Cuarta Finalista                       | - Ecuador - Daniela Carolina Castro   |

## Premios Especiales
| Título                      | Candidata                             |
| --------------------------- | ------------------------------------- |
| I AM ME                     | - Tonga - Milika Gorgina Faotusia     |
| Embajadora de Turismo       | - Países Bajos - Claudia Nzeba        |
| Mejor en Deportes           | - Bielorrusia - Yelizaveta Yarmolenka |
| Mejor en Entrevista         | - Moldavia - Alina Danilchanka        |
| Mejor en Talento            | - Indonesia - Ayu Astari Candradewi   |
| Mejor en Traje Nacional     | - Sri Lanka - Nimesha Ekanayake       |
| Mejor en Traje de Baño      | - Namibia - Meriam Ndaetowa Kaxuxwena |
| Mejor en Traje de Noche     | - Tailandia - Tanisa Panyapoo         |
| Miss Fotogénica             | - India - Gurvinder Nagra             |
| Miss Simpatía               | - Países Bajos - Claudia Nzeba        |
| Premio a la Caridad         | - Bélgica - Bieke Bruneel             |
| Premio Popularidad en Línea | - Egipto - Aysel Khaled Mohamed       |

- Nota: Ganadoras según la página web oficial del concurso y referencias externas.[2]

## Historia
La sexta edición del concurso se llevó a cabo del 13 al 23 de septiembre de 2017, en la hermosa ciudad de Nueva Delhi, capital de la India; para este evento se dieron cita 41 candidatas de diferentes países y territorios del mundo. El concurso internacional pudo ser desarrollado en la capital hindú gracias al Grupo Rubaru, uno de los principales organizadores de concursos de belleza en la India como el Rubaru Mr. India y Rubaru Miss India Elite. El Grupo Rubaru es una ONG y un grupo promotor de talentos fundado en el año 2004 que a lo largo de los años ha trabajado por diversas causas, centrándose principalmente en el "Empoderamiento de las mujeres"; es la única organización que ha recibido varios concursos internacionales en dicho país.
Las candidatas participaron de varios eventos y actividades: desfiles de moda, eventos deportivos, visitas a monumentos históricos en Agra, Delhi y Gwalior. Las participantes realizaron visitas especiales al Templo del Loto y el Taj Mahal. El evento de 10 días de duración contó con filmaciones, medios de comunicación y celebridades de Bollywood; el lema de este año fue "Salvemos a la niña" y "No a la violencia contra las mujeres".

### Eventos especiales

#### Mejor en Traje Nacional
La noche del 21 de septiembre se llevó a cabo, al igual que la edición anterior, la presentación de los trajes nacionales de cada una de las candidatas en un evento totalmente independiente; el Radisson Blu Plaza Delhi Airport fue el recinto sede de esta velada. Lo más destacado de la noche fue la pasarela de las concursantes con sus respectivos atuendos y trajes nacionales.

#### Visitas y recorridos
- Templo del Loto.[6]
- Taj Mahal.[8]
- Fortaleza de Gwalior.[9]
- Fuerte de Agra.[9]
- Himalaya.[9]
- Jantar Mantar.[3]
- Puerta de la India.[3]
- Bahadurgarh.[3]

### Algunas personalidades en la competencia final
- Mila Manuel - fundadora y CEO de Face of Beauty International.
- Prachi Desai - reconocida actriz de cine de Bollywood.[10]
- Devendra Pratap Singh Tomar - vicepresidente asociado de Youth Icon y Hokey India.[9]
- Sandeep Kumar - presidente y fundador del Rubaru Group, organizador de la competición internacional en India.[11]

## Candidatas
41 candidatas compitieron por el título:
(En la tabla se utiliza su nombre completo, los sobrenombres van entrecomillados y los apellidos utilizados como nombre artístico, entre paréntesis; fuera de ella se utilizan sus nombres «artísticos» o simplificados).
| País/Territorio          | Candidata                     |
| ------------------------ | ----------------------------- |
| Australia                | Luna Hyde                     |
| Baskortostán             | Diana Mukhametova             |
| Bélgica                  | Bieke Bruneel                 |
| Bielorrusia              | Yelizaveta Yarmolenka         |
| Canadá                   | Kaylea Smith-Appleton         |
| Corea del Sur            | Jang Shin-ae                  |
| Dinamarca                | Gloria Gardner                |
| Ecuador                  | Daniela Carolina Castro       |
| Egipto                   | Aysel Khaled Mohamed          |
| Escocia                  | Keziah Excell-Dunkley         |
| España                   | Snezhina-Mariya Zhivkova      |
| Estados Unidos           | Elizabeth Tran                |
| Estonia                  | Jevgenia Sorokina             |
| Filipinas                | Samantha Iris Libo-on         |
| Finlandia                | Iris Ojalammi                 |
| Gales                    | Lucy Hollister                |
| India                    | Gurvinder Nagra               |
| Indonesia                | Ayu Astari Candradewi         |
| Inglaterra               | Anna Wolsey                   |
| Irlanda                  | Chloe Silcock                 |
| Kenia                    | Ivy Nyangasi Mido             |
| Lesoto                   | Michelle Elizabeth Tyityimana |
| Malasia                  | Ollemadthee Kunasagaran       |
| México                   | Josseline Valdez Ortega       |
| Moldavia                 | Alina Danilchanka             |
| Namibia                  | Meriam Ndaetowa Kaxuxwena     |
| Nepal                    | Reema Dahal                   |
| Países Bajos             | Claudia Nzeba                 |
| Puerto Rico              | Alondra Cristina Agront       |
| República Centroafricana | Zanele Pakathi                |
| Rusia                    | Guzel Shaikhutdinova          |
| Siberia                  | Kristina Yuryevna Vukkert     |
| Sri Lanka                | Nimesha Ekanayake             |
| Sudáfrica                | Elizabeth Moolman             |
| Suecia                   | Matilda Helgstrand            |
| Tailandia                | Tanisa Panyapoo               |
| Tayikistán               | Hsieh Chih-Ting               |
| Tonga                    | Milika Gorgina Faotusia       |
| Ucrania                  | Oleksandra Antonova           |
| Uzbekistán               | Zarina Ginatullina            |
| Zambia                   | Febby Mwandama                |

### Candidatas retiradas
- Nueva Zelanda - Stefanie Grace Biesiek

### Candidatas reemplazadas
- India - Akanksha Choudhary fue reemplazada por Gurvinder Nagra.

## Datos acerca de las delegadas
- Algunas de las delegadas de Face of Beauty International 2017 participaron en otros certámenes internacionales de importancia:
  - Aysel Khaled Mohamed (Egipto) participó sin éxito en Miss Asia Pacífico Internacional 2016.
  - Keziah Excell-Dunkley (Escocia) participó sin éxito en World Bikini Model Internacional 2016.
  - Elizabeth Tran (Estados Unidos) participó sin éxito en Miss Charity Queen of One Power 2015, Miss Turismo Planeta 2017 y en el Reinado Internacional del Café 2022, en estos certámenes representando a Hong Kong.
  - Ayu Astari Candradewi (Indonesia) fue finalista en Miss Continents 2019.
  - Ivy Nyangasi Mido (Kenia) participó sin éxito en Miss Supertalent of the World 2017, Miss Supranacional 2017, Miss Internacional 2018 y Miss Landscapes Internacional 2018.
  - Meriam Ndaetowa Kaxuxwena (Namibia) fue semifinalista en Supermodel Internacional 2015, cuartofinalista en World Miss Tourism Ambassador 2018 y participó sin éxito en Miss Bikini Model International 2014, Miss Diamond of the World 2015, Miss Supranacional 2017, Miss Landscapes Internacional 2018, Miss Turismo Universo 2014 y Miss Grand Internacional 2015, en estos dos últimos representando a Angola.
  - Guzel Shaikhutdinova (Rusia) participó sin éxito en Miss Turismo Reina del Año Internacional 2016 y The Miss Globe 2017, en ambos representando a Tartaristán.
  - Matilda Helgstrand (Suecia) participó sin éxito en Miss Eco Internacional 2016, Top Model of the World 2016 y Miss Turismo Metropolitano Internacional 2016.
  - Sadorat Mamatkulova (Tayikistán) participó sin éxito en Miss Insta Asia 2015 y Miss Smile Universe 2017.

## Sobre los países en Face of Beauty International 2017

### Naciones debutantes
| - Baskortostán - Gales - Kenia | - República Centroafricana - Tayikistán - Uzbekistán |

### Naciones que regresan a la competencia
Compitieron por última vez en 2013:
- Inglaterra
- Nepal

Compitió por última vez en 2014:
- Escocia

Compitieron por última vez en 2015:
- Dinamarca
- India
- Irlanda
- Lesoto
- México
- Namibia
- Países Bajos
- Sudáfrica
- Ucrania

### Naciones ausentes
| - Altái - Argentina - Canadá - China - Crimea - Eslovaquia - Guam - Honduras - Hungría - Jakasia - Japón - Kazajistán - Kirguistán | - Kosovo - Mónaco - Mongolia - Myanmar - Nigeria - Nueva Zelanda - Paraguay - Portugal - Sajá - Samoa - Singapur - Suiza |